# 梅棠镇
梅棠镇，是中华人民共和国江西省九江市永修县下辖的一个乡镇级行政单位。

## 行政区划
梅棠镇下辖以下地区：
梅棠街社区、大坪社区、杨岭村、祥林村、大圹村、新庄村、中心村、田埠村、石桥村和厚城村。